# Włynice (gromada)
Włynice – dawna gromada, czyli najmniejsza jednostka podziału terytorialnego Polskiej Rzeczypospolitej Ludowej w latach 1954–1972.
Gromady, z gromadzkimi radami narodowymi (GRN) jako organami władzy najniższego stopnia na wsi, funkcjonowały od reformy reorganizującej administrację wiejską przeprowadzonej jesienią 1954 do momentu ich zniesienia z dniem 1 stycznia 1973, tym samym wypierając organizację gminną w latach 1954–1972.
Gromadę Włynice siedzibą GRN we Włynicach utworzono – jako jedną z 8759 gromad na obszarze Polski – w powiecie radomszczańskim w woj. łódzkim, na mocy uchwały nr 36/54 WRN w Łodzi z dnia 4 października 1954. W skład jednostki weszły obszary dotychczasowych gromad Włynice, Chrostowa i Kotfin ze zniesionej gminy Gidle oraz wieś Podświerk, wieś Ojrzeń i osada Nadrożna z dotychczasowej gromady Cadów ze zniesionej gminy Kobiele w tymże powiecie. Dla gromady ustalono 10 członków gromadzkiej rady narodowej.
Gromadę zniesiono 1 stycznia 1958, a jej obszar włączono do gromad: Orzechów (wieś Podświerk) i Gidle (wieś Włynice, wieś Ojrzeń, wieś Budy, parcelacja Włynice, wieś Chrostowa, wieś Huby Kotfińskie, przysiółek Nadolnik, wieś Kotfin, kolonia Kotfin i parcelacja Kotfin).